# ميلفيل (نيو برونزويك)
ميلفيل (بالإنجليزية: Millville, New Brunswick)‏ هي قرية تقع في كندا في نيو برونزويك.